# 666 Satan
666 Satan (jap. 666～サタン～ Roku roku roku Satan), znana również jako O-Parts Hunter – manga autorstwa Seishiego Kishimoto, publikowana na łamach magazynu „Gekkan Shōnen Gangan” wydawnictwa Enix (następnie Square Enix) od sierpnia 2001 do grudnia 2007. Całość liczy 19 tomów.

## Fabuła
Ruby Crescent jest typową dziewczyną, jej życie jednak zmienia się kiedy traci ojca. Zostaje wtedy łowcą O-Partów: tajemniczych przedmiotów ukrytych w ruinach pozwalające zyskać nadludzkie umiejętności. Jednak z tych przedziwnych przedmiotów mogą korzystać jedynie O.P.T.-cy (O-Part Tactician), Anioły i Demony. Ruby, niedługo po zostaniu łowcą, spotyka tajemniczego chłopca Jio. Jest on jednym z O.P.T, a także reinkarnacją najwyższego z Demonów – Szatana (Lucyfera).

## Publikacja serii
Seria została napisana i zilustrowana przez Seishiego Kishimoto, brata bliźniaka Masashiego Kishimoto. Manga ukazywała się w magazynie „Gekkan Shōnen Gangan” wydawnictwa Square Enix (pierwotnie Enix) od 11 sierpnia 2001 do 12 grudnia 2007. Jej 76 rozdziałów zostało następnie zebranych w 19 tankōbonach, wydanych między 20 grudnia 2001 a 22 lutego 2008.
W Ameryce Północnej manga ukazała się nakładem wydawnictwa Viz Media.
| Nr | Data wydania (język japoński) | ISBN (język japoński) |
| -- | ----------------------------- | --------------------- |
| 1  | 20 grudnia 2001               | ISBN 4-7575-0597-3    |
| 2  | 22 maja 2002                  | ISBN 4-7575-0697-X    |
| 3  | 22 października 2002          | ISBN 4-7575-0810-7    |
| 4  | 22 lutego 2003                | ISBN 4-7575-0873-5    |
| 5  | 21 czerwca 2003               | ISBN 4-7575-0963-4    |
| 6  | 22 listopada 2003             | ISBN 4-7575-1072-1    |
| 7  | 21 lutego 2004                | ISBN 4-7575-1143-4    |
| 8  | 22 czerwca 2004               | ISBN 4-7575-1220-1    |
| 9  | 22 października 2004          | ISBN 4-7575-1296-1    |
| 10 | 22 lutego 2005                | ISBN 4-7575-1363-1    |
| 11 | 22 czerwca 2005               | ISBN 4-7575-1454-9    |
| 12 | 22 października 2005          | ISBN 4-7575-1551-0    |
| 13 | 22 lutego 2006                | ISBN 4-7575-1624-X    |
| 14 | 22 czerwca 2006               | ISBN 4-7575-1701-7    |
| 15 | 21 października 2006          | ISBN 4-7575-1796-3    |
| 16 | 22 marca 2007                 | ISBN 4-7575-1983-4    |
| 17 | 22 czerwca 2007               | ISBN 4-7575-2026-3    |
| 18 | 22 października 2007          | ISBN 4-7575-2129-4    |
| 19 | 22 lutego 2008                | ISBN 4-7575-2216-9    |

## Odbiór
Redakcja Publishers Weekly określiła mangę jako „humorystyczną [i] zaskakująco poruszającą shōnenową ucztę”. Zakończyli swoją recenzję stwierdzeniem, że zamiast polegać na cliffhangerach, aby skłonić czytelnika do zakupu kolejnego tomu, „Kishimoto polega na innym, trudniejszym do osiągnięcia efekcie – wywołaniu prawdziwej troski o Jio i jego przyjaciół, niezależnie od tego, co będzie dalej”. Jarred Pine z Mania.com nazwał serię „pochodną”, stwierdzając, że zapożycza elementy z kilku popularnych serii, takich jak Dragon Ball i One Piece, ale dodał, że nie czyni to jej mniej przyjemną. Nazwał sceny akcji najważniejszymi elementami fabuły i pochwalił jej szybkie tempo, przyznając pierwszemu tomowi ocenę B+. A. E. Sparrow z IGN zatytułował nagłówek swojej recenzji serii jako „Naruto ma we krwi”, odnosząc się do faktu, że twórcy 666 Satan i Naruto są braćmi bliźniakami. Sparrow powiedział, że tę serię czyta się, gdy „czujesz, że wyrosłeś z Naruto i chcesz znaleźć coś, co będzie miało w sobie coś więcej”. Jason Thompson uznał zmianę tytułu serii przez Viz Media na „O-Parts Hunter” w Ameryce Północnej jako jedną z „największych porażek cenzury” w mandze.